# فريتز هولت
فريتز هولت (بالإنجليزية: Fritz Holt)‏ هو مخرج أمريكي، ولد في 1941 في سان فرانسيسكو في الولايات المتحدة، وتوفي في 14 يوليو 1987.

## وصلات خارجية
- فريتز هولت على موقع قاعدة بيانات برودواي على الإنترنت (الإنجليزية)